# Півлі (Міссурі)
Півлі (англ. Pevely) — місто (англ. city) в США, в окрузі Джефферсон штату Міссурі. Населення — 6026 осіб (2020).

## Географія
Півлі розташоване за координатами 38°17′15″ пн. ш. 90°23′57″ зх. д. / 38.28750° пн. ш. 90.39917° зх. д. (38.287368, -90.399088).  За даними Бюро перепису населення США в 2010 році місто мало площу 12,16 км², з яких 11,77 км² — суходіл та 0,39 км² — водойми.

## Демографія
Згідно з переписом 2010 року, у місті мешкали 5484 особи в 2128 домогосподарствах у складі 1493 родин. Густота населення становила 451 особа/км².  Було 2318 помешкань (191/км²).
Расовий склад населення:
| - 96,2 % — білих - 1,0 % — чорних або афроамериканців - 0,3 % — корінних американців - 0,3 % — азіатів |

До двох чи більше рас належало 2,0 %. Частка іспаномовних становила 1,2 % від усіх жителів.
За віковим діапазоном населення розподілялося таким чином: 28,6 % — особи молодші 18 років, 62,6 % — особи у віці 18—64 років, 8,8 % — особи у віці 65 років та старші. Медіана віку мешканця становила 31,5 року. На 100 осіб жіночої статі у місті припадало 92,9 чоловіків;  на 100 жінок у віці від 18 років та старших — 88,8 чоловіків також старших 18 років.
Середній дохід на одне домашнє господарство  становив 50 720 доларів США (медіана — 41 155), а середній дохід на одну сім'ю — 62 112 долари (медіана — 54 127). Медіана доходів становила 46 341 долар для чоловіків та 32 982 долари для жінок. За межею бідності перебувало 25,0 % осіб, у тому числі 43,6 % дітей у віці до 18 років та 13,7 % осіб у віці 65 років та старших.
Цивільне працевлаштоване населення становило 2779 осіб. Основні галузі зайнятості: освіта, охорона здоров'я та соціальна допомога — 25,8 %, мистецтво, розваги та відпочинок — 14,8 %, роздрібна торгівля — 12,9 %, науковці, спеціалісти, менеджери — 12,9 %.